# Bettwiesen
Bettwiesen – miejscowość i gmina (Politische Gemeinde) w północno-wschodniej Szwajcarii, w kantonie Turgowia, w okręgu (Bezirk) Münchwilen.   

## Demografia
W Bettwiesen mieszkają 1 252 osoby. W 2021 roku 22,4% populacji gminy stanowiły osoby urodzone poza Szwajcarią. 

## Transport
Przez teren gminy przebiegają drogi główne nr 16 i nr 354.